# Ліза Вілкокс (вершниця)
Ліза Вілкокс (англ. Lisa Wilcox, 8 вересня 1966) — американська вершниця.
Бронзова призерка Олімпійських Ігор 2004 року в командній виїздці.
Срібний призер Всесвітніх ігор з кінного спорту 2002 року.